# Ponte Misa
A Ponte Misa (em coreano:  미사대교) é uma ponte que cruza o rio Han e liga as cidades Hanam e Namyangju, em Gyeonggi, Coreia do Sul. É parte da Via expressa Seul-Chuncheon.